# We No Speak Americano
We No Speak Americano è un brano musicale del gruppo musicale australiano Yolanda Be Cool (costituito da Sylvester Martinez e Johnson Peterson) in collaborazione col produttore DCUP (pseudonimo di Duncan MacLennan).

## Descrizione
Il singolo, pubblicato dall'etichetta indie Sweat It Out, utilizza in larga parte campionamenti del celebre brano napoletano del 1956, Tu vuo' fa' l'americano di Renato Carosone. Ha riscosso una vasta fortuna in numerose nazioni, posizionandosi in testa ad oltre tredici Paesi. In Italia è il ventitreesimo brano più venduto del 2010.

## Storia
Nel video originale fatto tipo film muto, nel 1910 un italiano va a New York City e prova a sedurre una donna combinando tanti pasticci come per esempio rubando un pianoforte per aver letto "Si cerca pianoforte, paghiamo bene" quando in realtà c'era un palo che gli impediva di leggere la parte in cui c'era scritto: "si cerca pianista, paghiamo bene". Alla fine si nasconde in un sacco, che la donna di prima carica sul suo carro e alla fine riescono a vivere insieme.

## Tracce
Digital Sweat It Out! SWEATDS026
1. We No Speak Americano (original mix) – 4:29

Promo - CD-Single ARS - (UMG) [be]
1. We No Speak Americano (original mix) – 4:31
2. We No Speak Americano (versione radio olandesi) – 2:36

## Classifiche
| Classifica (2010)      | Posizione massima |
| ---------------------- | ----------------- |
| Australia              | 4                 |
| Austria                | 1                 |
| Belgio (Fiandre)       | 1                 |
| Belgio (Vallonia)      | 1                 |
| Bulgaria               | 1                 |
| Canada                 | 16                |
| Danimarca              | 1                 |
| Finlandia              | 1                 |
| Francia                | 2                 |
| Germania               | 1                 |
| Irlanda                | 1                 |
| Italia                 | 3                 |
| Lussemburgo            | 1                 |
| Norvegia               | 4                 |
| Nuova Zelanda          | 2                 |
| Paesi Bassi            | 1                 |
| Regno Unito            | 1                 |
| Repubblica Ceca        | 1                 |
| Slovacchia             | 1                 |
| Spagna                 | 2                 |
| Svezia                 | 1                 |
| Svizzera               | 1                 |
| U.S. Latin Songs       | 37                |
| U.S. Billboard Hot 100 | 29                |
| U.S. Digital Songs     | 47                |

## Remixes
Il brano è uscito in diverse versioni remix ufficiali in tutto il mondo, raccolte in un album digitale uscito su etichetta Sweat It Out il 17 luglio 2010.
- We No Speak Americano (Trumpdisco Remix)
- We No Speak Americano (Nick Thayer Remix)
- We No Speak Americano (Chew Fu Rosetta Stone Club Remix)
- We No Speak Americano (Vhyce Remix)
- We No Speak Americano (Morris Corti vs. Mattara Remix)
- We No Speak Americano (Urchins Remix)
- We No Speak Americano (Zug Zug Remix)
- We No Speak Americano (Chew Fu Rosetta Stone Dub Remix)
- We No Speak Americano (Josh MC Remix)
- We No Speak Americano (Dj Alvaro Remix)
- We No Speak Americano (Alex K Edit)
- We No Speak Americano (Friday Night Posse Remix)
- We No Speak Americano (Kenny Hayes Remix)
- We No Speak Americano (Ryan Riback Remix)
- We No Speak Americano (Sandro Silva Remix)
- We No Speak Americano (Myd Remix)
- We No Speak Americano (Bass Power Remix)
- We No Speak Americano (Gammer Remix)